# あの日 あの時 あのレース
『あの日 あの時 あのレース』（あのひ あのとき あのレース）はラジオNIKKEI第1で放送されている、中央競馬の重賞競走の回顧録の番組である。2018年10月に開始した当初は土曜日 17:40 - 18:00に放送されたが、2020年10月から日曜日 17:10 - 17:30に変更された。
番組では、翌週（土曜日の時は翌日）の日曜日に行われるGI競走、GI競走がない場合は、それに直結するトライアル競走やステップレースを一つ題材として取り上げ、ラジオNIKKEIに保存されている音声アーカイブの中から、印象に残る名馬・名レースを振り返っている。